# Herón Pérez Martínez
Herón Pérez Martínez (Manuel Doblado, Guanajuato, 17 de octubre de 1941 -  Zamora, Michoacán, 15 de febrero de 2019) fue un escritor, investigador, catedrático y académico mexicano.

## Semblanza biográfica
Realizó estudios de humanidades, filosofía, y teología en el Seminario de León de 1955 a 1965. Obtuvo una licenciatura y una maestría en teología por la Pontificia Universidad Gregoriana en 1966 y en 1968 respectivamente. De 1970 a 1971 realizó una licenciatura y una maestría en ciencias bíblicas en el Instituto Bíblico y de Estudios Orientales en Roma. Estudió alemán en el Goethe Institut en Brandemburgo y francés en el Instituto Católico de París. De 1976 a 1979 estudió una maestría en letras españolas en la Facultad de Filosofía y Letras de la Universidad Autónoma de Nuevo León. Obtuvo un doctorado en lenguas románicas por la Universidad de Borgoña en 1995.
En 1986 se incorporó como catedrático en El Colegio de Michoacán e impartió clases en la Facultad de Filosofía y Letras de la Universidad Autónoma de Nuevo León durante diez años. Fue profesor invitado en la Universidad de Borgoña en 1996.
Como investigador incursionó en la paremiología, en los textos de Sor Juana Inés de la Cruz y en la obra de Alfonso Méndez Plancarte. Fue investigador nivel II del Sistema Nacional de Investigadores y miembro de la Academia Mexicana de Ciencias desde noviembre de 2001. El 10 de enero de 2002, fue elegido miembro correspondiente de la Academia Mexicana de la Lengua.
Falleció en Zamora, Michoacán el 15 de febrero de 2019.

## Premios y distinciones
- Medalla "Federico Solórzano Barreto", en reconocimiento a su trayectoria, otorgada por la Universidad de Guadalajara, en 2004.

## Obras publicadas
- Estudios sorjuanianos, 1988.
- Lenguaje y tradición de México, 1989.
- ¿Cuál es el texto auténtico de la historia verdadera?, 1991.
- "La tradición paremiológica mexicana: Darío Rubio", en Oralidad y escritura coautor con Eugenia Revueltas, 1992.
- "Nacionalismo: génesis, uso y abuso de un concepto", en El nacionalismo en México de Cecilia Noriega, 1992.
- En pos del signo. Introducción a la semiótica, 1995.
- Refrán viejo nunca miente. Refranero mexicano, 1997.
- El hablar lapidario: ensayo de paremiología mexicana, 1996.
- México en fiesta, editor, 1998.
- "Alfonso Méndez Plancarte, artífice del humanismo mexicano" en Estudios michoacanos VIII de Bárbara Skinfill Nogal y Alberto Carrillo Cázares, 1999.
- "Alfonso Reyes: el traductor y el teórico de la traducción", en Alfonso Reyes de cuerpo entero de Jorge Pedraza, 1999.
- "La migración paremiológica a los Estados Unidos" en ..Y nos volvemos a encontrar de Álvaro Ochoa Serrano, 2001.
- Esplendor y ocaso de la cultura simbólica, coeditor con Bárbara Skinfill Nogal, 2002.
- Refranero mexicano, 2004.